# Suecia en los Juegos Europeos
Suecia en los Juegos Europeos está representada por el Comité Olímpico Sueco, miembro de los Comités Olímpicos Europeos. Ha obtenido un total de 29 medallas: 7 de oro, 10 de plata y 12 de bronce.

## Medalleros

### Por edición
| Evento        | Oro | Plata | Bronce | Total |
| ------------- | --- | ----- | ------ | ----- |
| Bakú 2015     | 2   | 2     | 3      | 7     |
| Minsk 2019    | 3   | 1     | 4      | 8     |
| Cracovia 2023 | 2   | 7     | 5      | 14    |
| TOTAL         | 7   | 10    | 12     | 29    |

### Por deporte
| Evento        | Oro | Plata | Bronce | Total |
| ------------- | --- | ----- | ------ | ----- |
| Atletismo     | 0   | 3     | 1      | 4     |
| Boxeo         | 0   | 1     | 2      | 3     |
| Gimnasia      | 0   | 0     | 1      | 1     |
| Judo          | 1   | 0     | 1      | 2     |
| Lucha         | 2   | 0     | 1      | 3     |
| Muay thai     | 1   | 0     | 1      | 2     |
| Piragüismo    | 1   | 1     | 0      | 2     |
| Saltos        | 0   | 2     | 1      | 3     |
| Taekwondo     | 0   | 0     | 2      | 2     |
| Tenis de mesa | 0   | 2     | 0      | 2     |
| Tiro          | 2   | 1     | 1      | 4     |
| Triatlón      | 0   | 0     | 1      | 1     |
| TOTAL         | 7   | 10    | 12     | 29    |